# Октябрьский (Горячий Ключ)
Октябрьский — посёлок в муниципальном образовании «город Горячий Ключ» Краснодарского края России. Входит в состав Кутаисского сельского округа.

## География
Посёлок расположен в центральной части края, в юго-восточной части городского округа, на северных склонах западной части Главного Кавказского хребта, вдоль долины реки Мокрый Сепсиль.

## История
Согласно Закону Краснодарского края от 10 марта 2004 года № 669-КЗ посёлок Октябрьский вошёл в состав образованного муниципального образования город Горячий Ключ.

## Население
| 2002 | 2010 |
| ---- | ---- |
| 177  | ↗237 |

Национальный состав
Согласно результатам переписи 2002 года, в национальной структуре населения русские составляли 87 % от 177 жителей.

## Инфраструктура
Социальные объекты в населённом пункте отсутствуют. Развит туризм. Есть дом отдыха.

## Транспорт
Доступен посёлок автомобильным транспортом. К посёлку проложена автодорога регионального значения «Подъезд к п. Октябрьский» (идентификационный номер 03 ОП РЗ 03К-079)
Остановка общественного транспорта.